# Epeolus compar
Epeolus compar är en biart som beskrevs av Johann Dietrich Alfken 1937. Epeolus compar ingår i släktet filtbin, och familjen långtungebin. Inga underarter finns listade i Catalogue of Life.